# Campeonato Uruguayo de Primera División 1951
El Campeonato Uruguayo 1951 fue el 47° torneo de Primera División del fútbol uruguayo, correspondiente al año 1951.
El torneo consistió en un campeonato a dos ruedas todos contra todos, coronando campeón al equipo que logrará más puntos, mientras que el peor equipo descendería a la Segunda División.
El torneo consagró al Club Atlético Peñarol como campeón uruguayo, bajo el mando técnico del húngaro Emérico Hirschl.
En la parte baja de la tabla Montevideo Wanderers ocupó la última posición y debió descender a la Segunda División.

## Participantes

### Ascensos y descensos
| Equipo   | Ascendido como                      |
| -------- | ----------------------------------- |
| Defensor | Campeón de la Segunda División 1950 |

| Equipo      | Descendido como           |
| ----------- | ------------------------- |
| Bella Vista | 10° Primera División 1950 |

## Campeonato

### Tabla de posiciones
| Pos. | Equipo               | PJ | PG | PE | PP | GF | GC | Dif. | Pts. |
| ---- | -------------------- | -- | -- | -- | -- | -- | -- | ---- | ---- |
| 1º   | Peñarol              | 18 | 13 | 3  | 2  | 50 | 14 | +36  | 29   |
| 2º   | Nacional             | 18 | 12 | 3  | 3  | 50 | 21 | +29  | 27   |
| 3º   | Rampla Juniors       | 18 | 8  | 6  | 4  | 40 | 28 | +12  | 22   |
| 4º   | Central              | 18 | 6  | 6  | 6  | 23 | 29 | -6   | 18   |
| 5º   | Cerro                | 18 | 7  | 3  | 8  | 26 | 38 | -12  | 17   |
| 6º   | Danubio              | 18 | 6  | 4  | 8  | 30 | 36 | -6   | 16   |
| 7º   | River Plate          | 18 | 6  | 4  | 8  | 31 | 41 | -10  | 16   |
| 8º   | Defensor             | 18 | 4  | 4  | 10 | 25 | 36 | -11  | 12   |
| 9º   | Liverpool            | 18 | 3  | 6  | 9  | 20 | 37 | -17  | 12   |
| 10º  | Montevideo Wanderers | 18 | 4  | 3  | 11 | 24 | 39 | -15  | 11   |

|  | Campeón Uruguayo.             |
|  | Desciende a Segunda División. |

|                                                   |
| Uruguay                                           |
| Campeón Uruguayo 1951 Peñarol 18.vo título de AUF |

### Fixture
| Peñarol        | 2-0 | Liverpool            |
| Nacional       | 1-1 | Central              |
| River Plate    | 4-1 | Defensor             |
| Danubio        | 2-1 | Montevideo Wanderers |
| Rampla Juniors | 3-1 | Cerro                |

| Nacional       | 5-1 | Montevideo Wanderers |
| River Plate    | 2-1 | Cerro                |
| Peñarol        | 1-1 | Danubio              |
| Rampla Juniors | 1-1 | Liverpool            |
| Central        | 3-2 | Defensor             |

| Peñarol     | 6-2 | Cerro                |
| Nacional    | 5-1 | Rampla Juniors       |
| Central     | 1-1 | Liverpool            |
| River Plate | 2-1 | Montevideo Wanderers |
| Danubio     | 4-0 | Defensor             |

| Nacional             | 5-3 | River Plate    |
| Central              | 1-1 | Rampla Juniors |
| Montevideo Wanderers | 1-0 | Liverpool      |
| Peñarol              | 3-0 | Defensor       |
| Cerro                | 4-2 | Danubio        |

| Peñarol   | 3-1 | Rampla Juniors       |
| Liverpool | 3-2 | River Plate          |
| Central   | 3-1 | Danubio              |
| Nacional  | 3-0 | Cerro                |
| Defensor  | 2-1 | Montevideo Wanderers |

| Nacional             | 4-2 | Defensor       |
| Montevideo Wanderers | 1-1 | Central        |
| Peñarol              | 2-1 | River Plate    |
| Cerro                | 2-1 | Liverpool      |
| Danubio              | 2-1 | Rampla Juniors |

| Peñarol        | 3-1 | Central              |
| Nacional       | 1-1 | Liverpool            |
| Defensor       | 2-0 | Cerro                |
| Rampla Juniors | 3-0 | Montevideo Wanderers |
| River Plate    | 4-2 | Danubio              |

| Central  | 0-0 | River Plate          |
| Peñarol  | 1-1 | Nacional             |
| Defensor | 2-2 | Rampla Juniors       |
| Danubio  | 5-0 | Liverpool            |
| Cerro    | 1-1 | Montevideo Wanderers |

| Nacional       | 4-0 | Danubio              |
| Peñarol        | 3-0 | Montevideo Wanderers |
| Defensor       | 3-2 | Liverpool            |
| Central        | 2-0 | Cerro                |
| Rampla Juniors | 8-1 | River Plate          |

| Peñarol              | 5-0 | Liverpool   |
| Central              | 2-1 | Nacional    |
| Defensor             | 4-0 | River Plate |
| Montevideo Wanderers | 3-1 | Danubio     |
| Rampla Juniors       | 2-2 | Cerro       |

| Nacional       | 1-0 | Montevideo Wanderers |
| Cerro          | 2-1 | River Plate          |
| Peñarol        | 2-1 | Danubio              |
| Rampla Juniors | 2-1 | Liverpool            |
| Central        | 2-2 | Defensor             |

| Peñarol        | 6-0 | Cerro                |
| Rampla Juniors | 3-2 | Nacional             |
| Central        | 3-1 | Liverpool            |
| River Plate    | 3-3 | Montevideo Wanderers |
| Danubio        | 1-0 | Defensor             |

| Nacional       | 4-2 | River Plate          |
| Rampla Juniors | 3-0 | Central              |
| Liverpool      | 1-0 | Montevideo Wanderers |
| Peñarol        | 0-0 | Defensor             |
| Cerro          | 3-2 | Danubio              |

| Peñarol              | 2-1 | Rampla Juniors |
| Liverpool            | 3-2 | River Plate    |
| Danubio              | 2-0 | Central        |
| Cerro                | 1-0 | Nacional       |
| Montevideo Wanderers | 3-2 | Defensor       |

| Nacional             | 1-0 | Defensor       |
| Montevideo Wanderers | 4-1 | Central        |
| River Plate          | 2-1 | Peñarol        |
| Cerro                | 1-1 | Liverpool      |
| Danubio              | 2-2 | Rampla Juniors |

| Peñarol        | 4-0 | Central              |
| Nacional       | 3-1 | Liverpool            |
| Cerro          | 2-1 | Defensor             |
| Rampla Juniors | 4-3 | Montevideo Wanderers |
| River Plate    | 1-1 | Danubio              |

| River Plate    | 1-0 | Central              |
| Peñarol        | 3-2 | Nacional             |
| Rampla Juniors | 2-0 | Defensor             |
| Danubio        | 1-1 | Liverpool            |
| Cerro          | 3-1 | Montevideo Wanderers |

| Nacional       | 6-0 | Danubio              |
| Peñarol        | 4-0 | Montevideo Wanderers |
| Defensor       | 2-2 | Liverpool            |
| Central        | 2-1 | Cerro                |
| Rampla Juniors | 0-0 | River Plate          |